# سولانا ديل بينو
بلدية سولانا ديل بينو (بالإسبانية: Solana del Pino)‏، هي إحدى بلديات مقاطعة سيوداد ريال إحدى مقاطعات إسبانيا، والتي تقع في منطقة قشتالة لا منتشا وسط إسبانيا.
يبلغ عدد سكانها 394 نسمة وفقاً لإحصائية سنة (2007).